# Primera División (Argentinien) 1942
Die Primera División 1942 war die 12. Spielzeit der argentinischen Fußball-Liga Primera División. Begonnen hatte die Saison am 3. April 1942. Der letzte Spieltag war der 21. November 1942. Als Aufsteiger kamen die Chacarita Juniors aus der Primera B Nacional dazu. River Plate beendete die Saison als Meister und konnte damit den Vorjahrestriumph wiederholen. In die Primera B Nacional musste CA Tigre absteigen.

## Abschlusstabelle
| Pl. | Verein                      | Sp. | S  | U  | N  | Tore    | Diff. | Punkte |
| --- | --------------------------- | --- | -- | -- | -- | ------- | ----- | ------ |
| 1.  | River Plate (M)             | 30  | 20 | 6  | 4  | 079:370 | +42   | 46     |
| 2.  | CA San Lorenzo de Almagro   | 30  | 16 | 8  | 6  | 070:500 | +20   | 40     |
| 3.  | CA Huracán                  | 30  | 14 | 9  | 7  | 062:490 | +13   | 37     |
| 4.  | CA Newell’s Old Boys        | 30  | 15 | 6  | 9  | 070:430 | +27   | 36     |
| 5.  | Boca Juniors                | 30  | 14 | 7  | 9  | 065:410 | +24   | 35     |
| 6.  | Estudiantes de La Plata     | 30  | 13 | 7  | 10 | 061:590 | +2    | 33     |
| 7.  | CA Banfield                 | 30  | 11 | 7  | 12 | 058:620 | −4    | 29     |
| 8.  | Racing Club                 | 30  | 9  | 10 | 11 | 056:580 | −2    | 28     |
| 9.  | CA Independiente            | 30  | 10 | 8  | 12 | 045:570 | −12   | 28     |
| 10. | Ferro Carril Oeste          | 30  | 9  | 9  | 12 | 045:520 | −7    | 27     |
| 11. | CA Platense                 | 30  | 9  | 8  | 13 | 051:550 | −4    | 26     |
| 12. | Chacarita Juniors (N)       | 30  | 7  | 11 | 12 | 040:590 | −19   | 25     |
| 13. | Gimnasia y Esgrima La Plata | 30  | 7  | 10 | 13 | 045:650 | −20   | 24     |
| 14. | CA Lanús                    | 30  | 8  | 8  | 14 | 037:580 | −21   | 24     |
| 15. | Club Atlético Atlanta       | 30  | 10 | 3  | 17 | 065:670 | −2    | 23     |
| 16. | CA Tigre                    | 30  | 6  | 7  | 17 | 046:830 | −37   | 19     |

| (M) | Vorjahres-Meister                                    |
| (N) | Vorjahres-Aufsteiger aus der Primera B Nacional 1941 |

## Meistermannschaft
| River Plate | |
|             | Julio Barrios, Gregorio Blasco, Avelino Cadilla, Luis Deambrosi, Ángel Labruna, José Manuel Moreno Fernández, Juan Carlos Muñoz, Adolfo Pedernera, Bruno Pesaola, Carlos Peucelle, José Ramos, Bruno Rodolfi, Ricardo Vaghi, Aarón Wergifker, Norberto Yácono Trainer: Renato Cesarini |

## Torschützenliste
| Pl. | Nat.        | Spieler             | Verein                    | Tore |
| --- | ----------- | ------------------- | ------------------------- | ---- |
| 1   | Argentinien | Rinaldo Martino     | CA San Lorenzo de Almagro | 25   |
| 2   | Argentinien | Adolfo Pedernera    | River Plate               | 23   |
| 2   | Argentinien | René Pontoni        | CA Newell’s Old Boys      | 23   |
| 2   | Argentinien | Luis Rongo          | CA Platense               | 23   |
| 5   | Argentinien | Francisco Rodríguez | Club Atlético Atlanta     | 18   |